# カラマタFC
カラマタFC（Kalamata Football Club (ギリシア語: Π.Σ. "Η Καλαμάτα")）は、ギリシャのメッシニア県カラマタをホームタウンとするサッカークラブである。

## 歴史
1967年にギリシャ軍事政権によるアポロンとカラマタの強制的な合併によって創設された。ギリシャ軍事政権の象徴として、独裁政治によって紋章に描くこと強いられた「フェニックス」は1974年に取り除かれた。
1970年代に最初の黄金時代を迎え、1972年と1974年にベータ・エスニキで優勝してアルファ・エスニキで2シーズンを過ごした。その後は長期間にわたって低迷し、メッシニア県の地域カテゴリまで降格したが、Stavros Papadopoulos会長の下で1995年にアルファ・エスニキに復帰した。
1999-2000シーズンはクラブの歴史の中で過去最高のシーズンとなり、9位の成績を残してUEFAインタートトカップ 2000出場権を獲得した。同シーズンはキペロ・エラーダスでも、クレタに勝利して準決勝に進出したが、イオニコスに敗れて決勝進出を逃した。UEFAインタートトカップは3回戦でチェコのフメル・ブルシャニと対戦したが、0-5、0-3で敗退した。

## タイトル
- ベータ・エスニキ：2回
  - 1971-72, 1973-74

## 欧州の成績
| シーズン | 大会                   | ラウンド | 対戦相手           | ホーム | アウェー | 合計 |  |
| -------- | ---------------------- | -------- | ------------------ | ------ | -------- | ---- |  |
| 2000     | UEFAインタートトカップ | 3回戦    | フメル・ブルシャニ | 0-3    | 0-5      | 0-8  |  |

## 歴代所属選手
- ニコス・リベロプーロス 1994-1996
- ディミトリオス・コンスタントプーロス 1996-2000, 2001-2002
- バフォー・ギャン 1997-1998
- デレク・ボアテング 1999-2001
- ジョルジェ・ラキッチ 2019-